# Caffrocrambus heraclitus
Caffrocrambus heraclitus là một loài bướm đêm trong họ Crambidae.